# Mađer
Mađer (Servisch cyrillisch Мађер) is een plaats in de Servische gemeente Požega. De plaats telt 153 inwoners (2002).